# Mecynogea
Mecynogea es un género de arañas araneomorfas de la familia Araneidae. Se encuentra en América.

## Lista de especies
Según The World Spider Catalog 12.0:
- Mecynogea apatzingan Levi, 1997
- Mecynogea bigibba Simon, 1903
- Mecynogea buique Levi, 1997
- Mecynogea chavona Levi, 1997
- Mecynogea erythromela (Holmberg, 1876)
- Mecynogea lemniscata (Walckenaer, 1842)
- Mecynogea martiana (Archer, 1958)
- Mecynogea ocosingo Levi, 1997
- Mecynogea sucre Levi, 1997